# Beatriz Torres
Beatriz Torres (Braga, 1999) é uma cantora e compositora oriunda de Braga, Portugal. Ficou conhecida por ter participado e vencido o concurso televisivo Just Duet - O Dueto Perfeito, em 2017.
O gosto pela música vem desde tenra idade, dominando o instrumento do canto e conquistando vários prémios em concursos locais ao longo do tempo. Sabe, também, tocar guitarra e piano.

## Carreira
A cantora tornou-se famosa em 2017 ao participar no programa Just Duet - O Dueto Perfeito, um concurso televisivo de duetos, onde partilhou o palco com a sua mentora Gisela João. Deste concurso saiu vencedora, terminando o programa com a música "Cupido" de Luísa Sobral.
A participação no Just Duet não foi a primeira aparição televisiva, tendo aparecido em 2015 no programa Portugal em Festa, apresentado por João Baião e Rita Ferro Rodrigues, saindo premiada como “Talento Vencedor” com a música Há Dias Assim.